# Alan Franco (football, 1998)
Pour les articles homonymes, voir Alan Franco.
Alan Franco, né le 21 août 1998 à Alfredo Baquerizo Moreno en Équateur, est un footballeur international équatorien. Il joue au poste de milieu central à l'Atlético Mineiro.

## Biographie

### En club
Né à Alfredo Baquerizo Moreno en Équateur, Alan Franco est formé par l'Independiente del Valle. Il joue son premier match en professionnel le 18 juillet 2016, lors d'un match face au LDU Quito. Il entre en jeu et les deux équipes se neutralisent ce jour-là (1-1 score final).
Lors de l'été 2020, Franco rejoint le Brésil en s'engageant pour quatre avec l'Atlético Mineiro. 
Le 21 décembre 2021, Alan Franco est prêté par l'Atlético Mineiro au Charlotte FC avec option d'achat. Le 26 février 2022, il fait ses débuts en Major League Soccer contre D.C. United, s'inclinant 3-0. C'est par ailleurs le tout premier match disputé par son club en MLS,. Ne s'imposant pas au Charlotte FC, il est par conséquent prêté en Argentine au CA Talleres le 27 juin 2022.

### En sélection
Alan Franco représente l'équipe d'Équateur des moins de 17 ans, avec laquelle il participe à la coupe du monde des moins de 17 ans en 2015. Il ne joue qu'un match lors de cette compétition où son équipe est éliminée en quarts de finale contre le Mexique (0-2 score final).
Le 12 septembre 2018, Alan Franco honore sa première sélection avec l'équipe nationale d'Équateur face au Guatemala. Il est titulaire ce jour-là, et son équipe s'impose sur le score de deux buts à zéro. Il inscrit son premier but en sélection le 15 novembre 2019, lors d'un match amical face à Trinité-et-Tobago. Son équipe l'emporte par trois buts à zéro ce jour-là.
Le 14 novembre 2022, il est sélectionné par Gustavo Alfaro pour participer à la Coupe du monde 2022.

## Statistiques

### En sélection nationale
| Saison                | Sélection             | Phases finales        | Phases finales | Phases finales | Phases finales | Éliminatoires CDM | Éliminatoires CDM | Éliminatoires CDM | Matchs amicaux | Matchs amicaux | Matchs amicaux | Total | Total | Total |
| Saison                | Sélection             | Compétition           | M              | B              | Pd             | M                 | B                 | Pd                | M              | B              | Pd             | M     | B     | Pd    |
| --------------------- | --------------------- | --------------------- | -------------- | -------------- | -------------- | ----------------- | ----------------- | ----------------- | -------------- | -------------- | -------------- | ----- | ----- | ----- |
| 2018-2019             | Équateur              | Copa América 2019     | -              | -              | -              | -                 | -                 | -                 | 3              | 0              | 0              | 3     | 0     | 0     |
| 2019-2020             | Équateur              | -                     | -              | -              | -              | -                 | -                 | -                 | 2              | 1              | 0              | 2     | 1     | 0     |
| 2020-2021             | Équateur              | Copa América 2021     | 4              | 0              | 0              | 4                 | 0                 | 1                 | -              | -              | -              | 8     | 0     | 1     |
| 2021-2022             | Équateur              | -                     | -              | -              | -              | 8                 | 0                 | 0                 | 2              | 0              | 0              | 10    | 0     | 0     |
| 2022-2023             | Équateur              | Coupe du monde 2022   | 2              | 0              | 0              | -                 | -                 | -                 | 5              | 0              | 0              | 7     | 0     | 0     |
| 2023-2024             | Équateur              | Copa América 2024     | 4              | 0              | 0              | 2                 | 0                 | 0                 | 4              | 0              | 0              | 10    | 0     | 0     |
| 2024-2025             | Équateur              | -                     | -              | -              | -              | 7                 | 0                 | 2                 | -              | -              | -              | 7     | 0     | 2     |
| Total sur la carrière | Total sur la carrière | Total sur la carrière | 10             | 0              | 0              | 21                | 0                 | 3                 | 16             | 1              | 0              | 47    | 1     | 3     |